# Basketball Club Rakvere Tarvas
Il B.C. Rakvere Tarvas è una società cestistica avente sede nella città di Rakvere, in Estonia. Fondata nel 2000, gioca nel campionato estone.

## Palmarès
- Coppa di Estonia: 1

2012